# قيصرية (محافظة)
محافظة قيصرية هي إحدى محافظات تركيا. عاصمتها مدينة قيصرية تبلغ مساحتها 17,116 كم2 ويبلغ عدد سكانها 1,060,432 نسمة كما يبلغ معدل الكثافة السكانية 61/كم2تقع في وسط تركيا.

## الصور

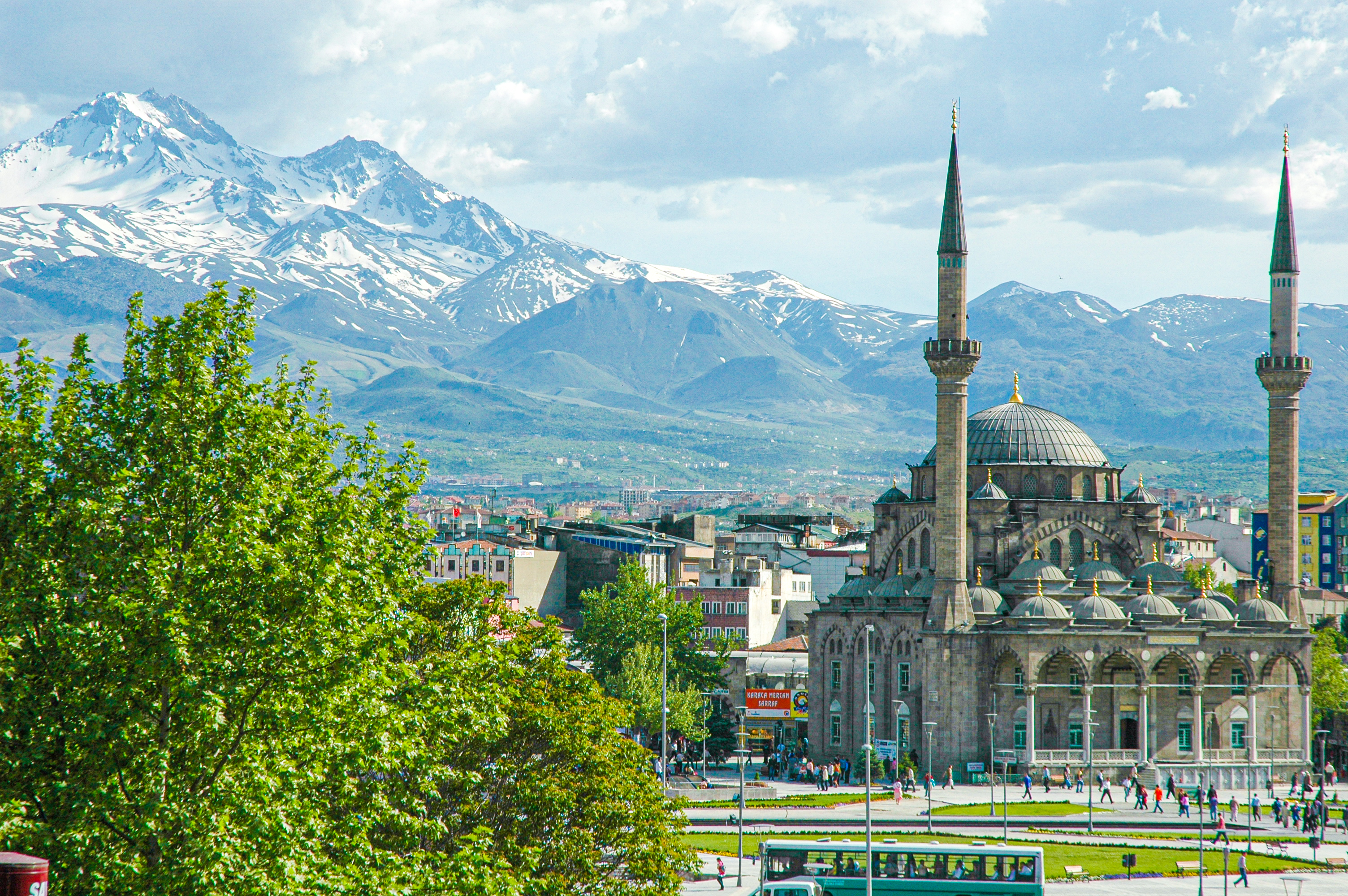
جبل ارجياس و مسجد Bürüngüz
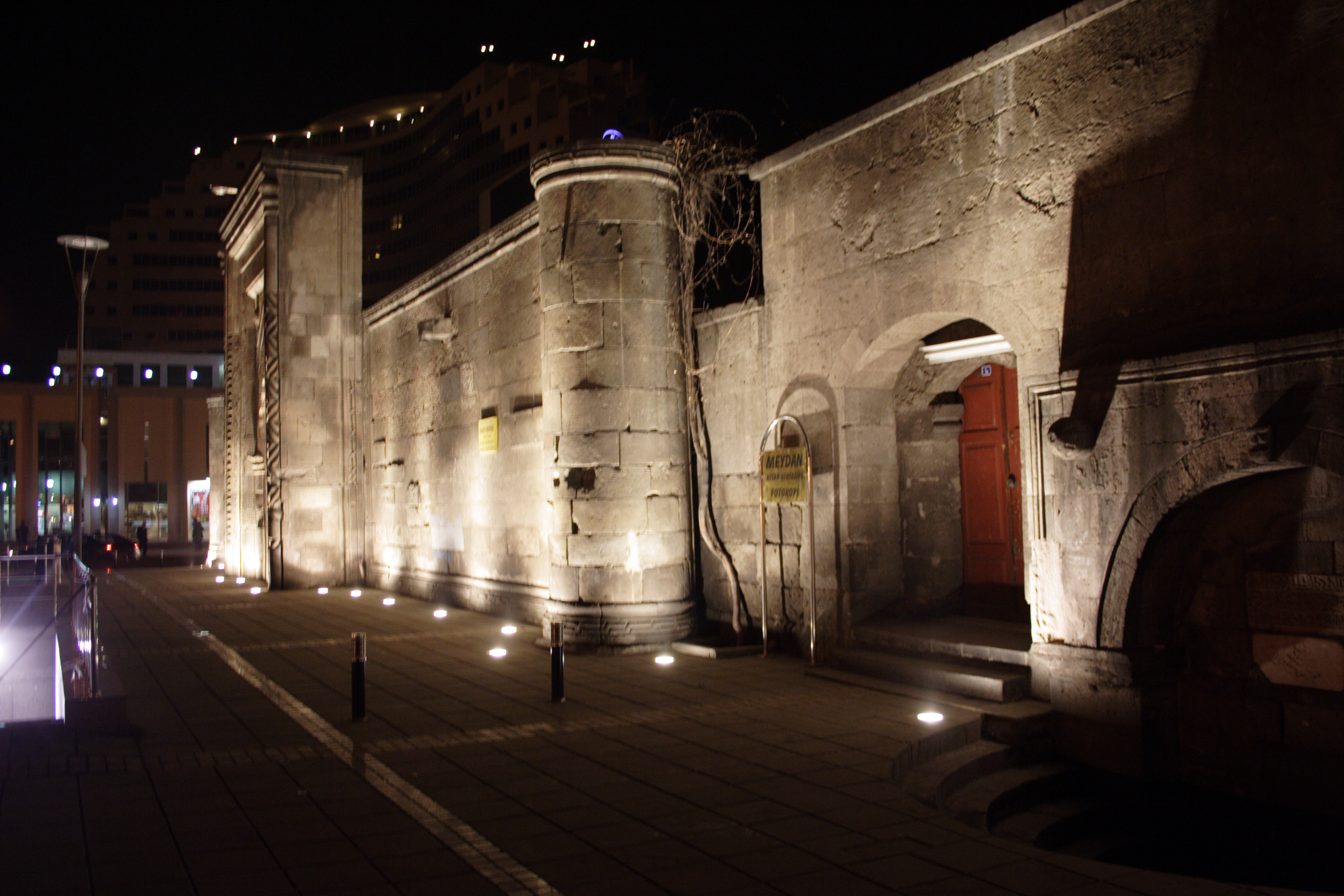
The مدرسة (إسلام) of Sahabiye in Kayseri

## أعلام
- فرقان دوجان
- صمونجي بابا